# Lepanthes actias-luna
Lepanthes actias-luna är en orkidéart som beskrevs av Carlyle August Luer och Alexander Charles Hirtz. Lepanthes actias-luna ingår i släktet Lepanthes och familjen orkidéer. Inga underarter finns listade i Catalogue of Life.